# Irmtraud Fischer
Irmtraud Fischer (* 14. Juni 1957 in Bad Aussee, Österreich) ist eine österreichische Theologin. Von 2004 bis 2022 war sie Professorin am Institut für Alttestamentliche Bibelwissenschaft an der Katholisch-Theologischen Fakultät der Karl-Franzens-Universität Graz. Von Oktober 2007 bis 2011 war sie Vizerektorin mit dem Zuständigkeitsbereich Forschung.

## Leben
Irmtraud Fischer absolvierte von 1975 bis 1977 ein pädagogisches Studium, das sie 1977 mit der Lehramtsprüfung für Volksschulen abschloss. Von 1977 bis 1982 studierte sie Katholische Theologie in Graz. In den Jahren 1983 bis 1994 arbeitete sie als Universitätsassistentin am Institut für Alttestamentliche Bibelwissenschaft an der Universität Graz  bei Professor Johannes Marböck. 1988 promovierte sie zum Doktor der Theologie, 1993 erfolgte – auf eine Anregung von Erich Zenger hin – ihre Habilitation an der Universität Graz. Es war die erste katholisch-theologische Frauenhabilitation in Österreich.
Von 1994 bis 1997 war sie zunächst Assistenzprofessorin, später dann außerordentliche Professorin an der Karl-Franzens-Universität Graz. In den Jahren 1997 bis 2004 war Irmtraud Fischer ordentliche Professorin für „Altes Testament und Theologische Frauenforschung“ an der Katholisch-Theologischen Fakultät der Rheinischen Friedrich-Wilhelms-Universität Bonn, von 2004 bis zu ihrer Pensionierung 2022 war sie Professorin für Alttestamentliche Bibelwissenschaften an der Universität Graz.
Irmtraud Fischer gehörte der Redaktion der Zeitschrift Concilium in der Sektion feministische Theologie an, dem Beirat für die Bibel in gerechter Sprache und dem Übersetzungskreis der Zürcher Bibel. Sie war Präsidentin der Europäischen Gesellschaft für theologische Forschung von Frauen, von 2005 bis 2008 Vorsitzende der Arbeitsgemeinschaft der deutschsprachigen katholischen Alttestamentlerinnen und Alttestamentler (AGAT) und Vorsitzende der Curriculakommissionen für die interfakultären Studienrichtungen Frauen- und Geschlechterstudien (2007–2008) und Jüdische Studien (2014–2016) in Graz. Gastprofessuren führten sie nach Marburg, Wien, Rom, Bamberg und Jerusalem. Seit 1997 ist sie Mitherausgeberin der Reihe Exegese in unserer Zeit. Seit 2006 leitet sie mit Adriana Valerio und Mercedes Navarro Puerto das viersprachige Enzyklopädieprojekt „Die Bibel und die Frauen“ zur Rezeptionsgeschichte der Bibel, konzentriert auf genderrelevante biblische Themen, auf biblische Frauenfiguren und auf Frauen, die durch die Geschichte hindurch bis auf den heutigen Tag die Bibel auslegten.

## Anerkennungen
- 2007 Forschungspreis des Landes Steiermark
- 2016 Aufnahme in die „Pionierinnengalerie“ der Stadt Graz
- 2017 Ehrendoktorat der Justus-Liebig-Universität Gießen[2]
- 2022 Gabriele-Possanner-Staatspreis (Würdigungspreis)

## Publikationen
- Wo ist Jahwe? Stuttgart 1989, ISBN 3-460-00191-7
- Die Erzeltern Israels: Feministisch-theologische Studien zu Genesis 12–36. Berlin 1994, ISBN 3-11-014232-5
- Tora für Israel, Tora für die Völker. Das Konzept des Jesajabuches. Stuttgart 1995, ISBN 978-3-460-04641-2
- Gottesstreiterinnen: Biblische Erzählungen über die Anfänge Israels. Stuttgart 1995. (4. Auflage 2013) ISBN 3-17-013508-2
- Herders theologischer Kommentar zum Alten Testament. Rut, gemeinsam mit Erich Zenger, Freiburg im Breisgau 2001. (2. Auflage 2005) ISBN 978-3-451-26811-3
- Gotteskünderinnen: Zu einer geschlechterfairen Deutung des Phänomens der Prophetie und der Prophetinnen in der hebräischen Bibel. Stuttgart 2002, ISBN 3-17-017457-6
- Auf den Spuren der schriftgelehrten Weisen: Festschrift für Johannes Marböck anlässlich seiner Emeritierung, (Herausgabe gemeinsam mit Ursula Rapp und Johannes Schiller), Berlin/New York 2003, ISBN 978-3-11-017889-0
- Prophetie in Israel. Altes Testament und Moderne Band 11, Herausgabe, Münster/Hamburg/London 2003, ISBN 3-8258-5458-2
- Gender-faire Exegese: Gesammelte Beiträge zur Reflexion des Genderbias und seiner Auswirkungen in der Übersetzung und Auslegung von biblischen Texten. Münster 2004, ISBN 3-8258-7244-0
- Gotteslehrerinnen: Weise Frauen und Frau Weisheit im Alten Testament. Stuttgart 2006, ISBN 978-3-17-018939-3
- Liebe, Laster, Lust und Leiden. Sexualität im Alten Testament. Stuttgart 2021, ISBN 978-3-17-037026-5